# Кунгсьор
Кунгсьор (на шведски: Kungsör) е град в централна Швеция, лен Вестманланд. Главен административен център на едноименната община Кунгсьор. Разположен е около устието на река Арбугаон в езерото Галтен. Намира се на около 190 km на запад от столицата Стокхолм и на около 50 km (по въздуха) на югозапад от Вестерос. Основан е през 16 век. Получава статут на търговски град (на шведски шьопинг) през 1907 г. Има жп гара и малко пристанище. Населението на града е 5452 жители според данни от преброяването през 2010 г.